# 雷斯卡文戈扎河
53°37′25″N 15°34′59″E / 53.623672°N 15.583032°E
雷斯卡文戈扎河是波蘭的河流，位於該國西北部，處於西波美拉尼亞省，屬於雷加河的左支流，有河鱒、鮈杜父魚等魚類棲息。